# Еритрейсько-джибутійський прикордонний конфлікт
Прикордонний конфлікт між Джибуті та Еритреєю — збройний конфлікт між Джибуті та Еритреєю, що почався на спірній частині джибутійсько-еритрейського кордону. 

## Хід подій
10 червня 2008 року еритрейські війська перетнули кордон із Джибуті та відкрили вогонь по позиціях військ сусідньої держави. Війська Джибуті були змушені відступити, президент Джибуті Ісмаїл Омар Гелле оголосив про мобілізацію всіх солдатів і поліцейських (включно з тими, хто вийшов на пенсію починаючи з 2004 року). Однак Еритрея звинуватила уряд Джибуті у провокації конфлікту. У заяві міністерства закордонних справ Еритреї було сказано, що Джибуті намагається втягнути Еритрею у "військову авантюру". Французькі солдати надавали технічну та медичну допомогу армії Джибуті, а також ділилися розвідданими. 13 червня 2008 року сторони оголосили про припинення вогню, спірну ділянку кордону зайняли війська Еритреї.

## Наслідки
Еритрея опинилася у вкрай невигідному становищі, оскільки США та Франція (чиї  військові бази розташовуються на території Джибуті) не лише оголосили Еритрею агресором, а й звинуватили її у зв'язках із кримінальним ісламістським підпіллям у Сомалі. Під сильним міжнародним тиском еритрейські війська змушені були відступити на довоєнні позиції. На кордоні між державами було розміщено катарський миротворчий контингент.

## Зовнішні посилання
- A Conflict's Buffer Zone: Rocks, and Inches(англ.)
- Nine dead in escalating Djibouti-Eritrea clash [Архівовано 30 травня 2015 у Wayback Machine.] Архівна копія(англ.)